# Shame (gruppo musicale)
Shame è un gruppo post-punk inglese originario del sud di Londra.

## Storia
La band è diventata rapidamente uno dei nomi più importanti della nuova scena post punk britannica. Nel 2018, il loro disco di debutto Songs Of Praise è stato accolto dalla critica come uno dei migliori album dell'anno. Tra il 2018 e il 2019 i cinque componenti hanno intrapreso un tour mondiale, al termine del quale hanno cominciato a lavorare al loro secondo disco, Drunk Tank Pink, uscito il 15 gennaio 2021 per Dead Oceans.
Il nuovo album, come il precedente, basato su chitarre distorte, risente di influenze di band come Fugazi e Talking Heads e racconta lo spaesamento e il senso di solitudine che si può provare dopo un intenso tour tra palchi e fans.

## Formazione
- Eddie Green
- Charlie Forbes
- Josh Finerty
- Sean Coyle-Smith
- Charlie Steen
- Tarrick (2021-present)

## Discografia

### Album in studio
- 2018 - Songs of Praise
- 2021 - Drunk Tank Pink
- 2023 - Food For Worms